# Sunnyi Melles

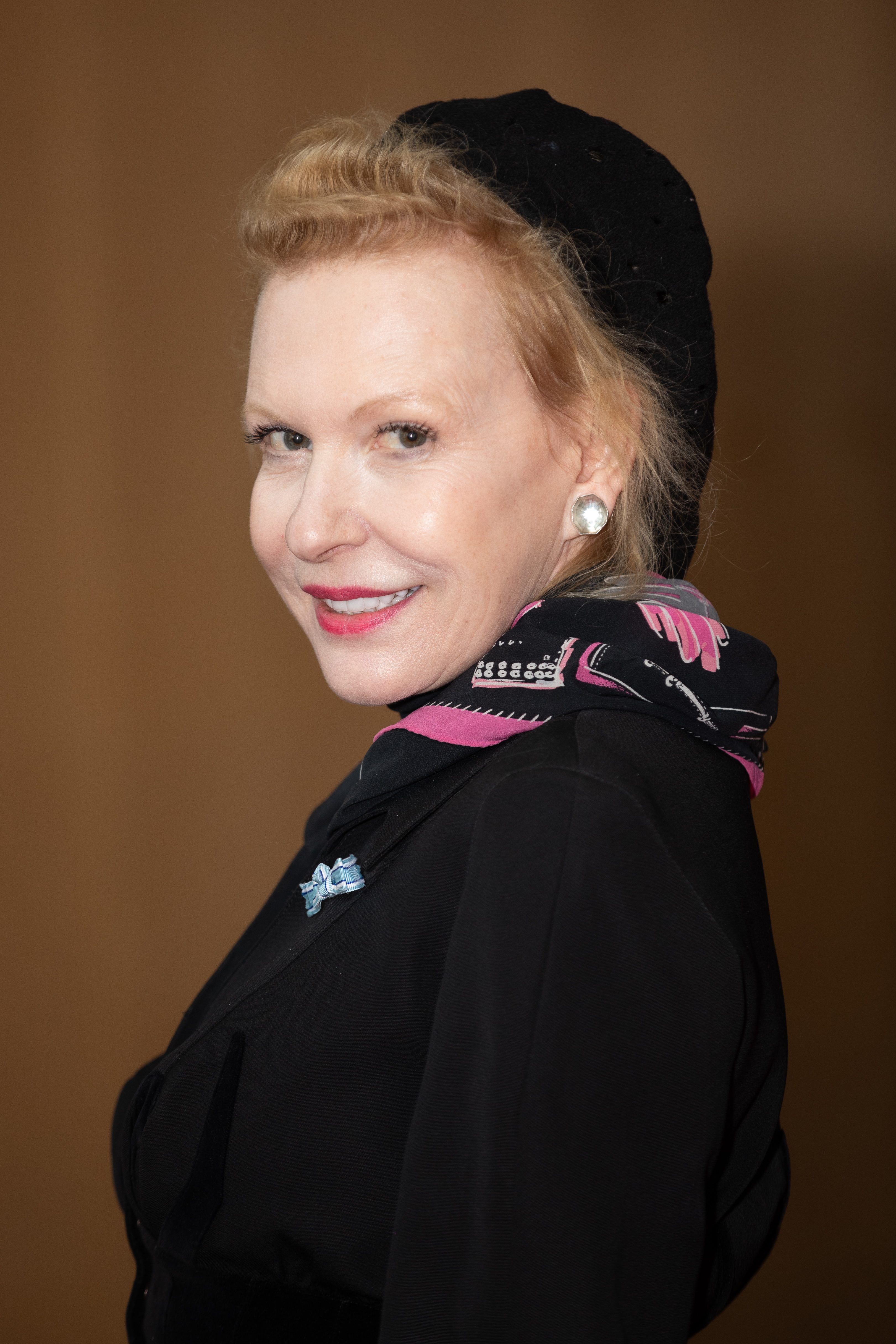
Sunnyi Melles, 2020

Sunnyi Melles (* 7. Oktober 1958 in Luxemburg (Stadt), seit 1993 Judith-Viktoria Prinzessin zu Sayn-Wittgenstein-Sayn) ist eine schweizerische Schauspielerin und Synchronsprecherin.

## Leben
Sunnyi Melles ist die Tochter des emigrierten ungarischen Musikprofessors und Dirigenten Carl Melles und der ungarisch-jüdischen Schauspielerin Judith Melles, geborene Rohonczy. Die Eltern waren 1956 aus Budapest nach Luxemburg geflohen; sie trennten sich, als Melles drei Jahre alt war. Sunnyi Melles wuchs mit ihrem Bruder bei der Mutter in Basel in der Schweiz auf, wo diese bis kurz vor ihrem Tod (2001) an der Komödie (später Theater) Basel engagiert war. Ihre Mutter war durch die Flucht aus Ungarn staatenlos geworden. Sunnyi Melles besaß 15 Jahre lang selbst keinen Pass; sie bezeichnete dies als schlimme Zeit, «heute fast unvorstellbar, das tägliche Überleben war uns immer vor Augen». Zudem habe sie in der Schweiz oft Ausländerfeindlichkeit am eigenen Leib erfahren.
Im Oktober 1993 heiratete sie Peter Prinz zu Sayn-Wittgenstein-Sayn, einen jüngeren Bruder von Alexander Prinz zu Sayn-Wittgenstein-Sayn. Das Paar hat zwei gemeinsame Kinder.

## Karriere

### Ausbildung und Theater
Während ihrer Schulzeit erhielt Melles professionellen Ballett-, Tanz-, Geigen-, Klavier- und Gesangsunterricht. Am Stadttheater Basel stand sie zusammen mit ihrer Mutter bereits als Zehnjährige auf der Bühne. Von 1978 bis 1979 absolvierte sie ihre Schauspielausbildung an der Otto-Falckenberg-Schule in München. Ab 1980 trat sie an den Münchner Kammerspielen auf, wo sie vor allem in Inszenierungen von Dieter Dorn ihren Durchbruch hatte; ab 1982 gehörte sie zum Ensemble der Kammerspiele. Sie verkörperte dort u. a. die Emilia Galotti in G. E. Lessings gleichnamigem Trauerspiel und das Gretchen in der Faust-Inszenierung Dieter Dorns. Ein weiterer Höhepunkt war die Troilus und Cressida-Inszenierung an den Kammerspielen, wo sie die Cressida spielte.
Von 1990 bis 1993 spielte Melles an der Seite von Helmuth Lohner die Buhlschaft im Jedermann bei den Salzburger Festspielen. Im Jahr 2003 folgte sie ihrem Stammregisseur Dieter Dorn an das Bayerische Staatsschauspiel in München. Dort gab sie die Jelena Andrejewna in Tschechows Onkel Wanja in einer Inszenierung von Barbara Frey und die Isabella in Maß für Maß von William Shakespeare unter der Regie von Dieter Dorn. Zeitweise gehörte sie zum Ensemble des Wiener Burgtheaters. 2005 erhielt sie den Nestroy-Theaterpreis in der Kategorie „Beste Schauspielerin“ für ihre Darstellung der Valerie in Ödön von Horváths Geschichten aus dem Wiener Wald bei den Salzburger Festspielen und am Bayerischen Staatsschauspiel.

### Film und Fernsehen
Im Alter von vierzehn Jahren stand Melles für den Spielfilm Steppenwolf (1974) mit Max von Sydow vor der Kamera. 1982 gelang ihr der Durchbruch als Film- und Fernsehschauspielerin mit eine der Hauptrollen an der Seite von Otto Sander und Hannelore Elsner in der Filmkomödie Wer spinnt denn da, Herr Doktor?. Seit 1983 übernimmt sie regelmäßig Gastrollen im ARD-Tatort. Mehrfach spielte sie in unterschiedlichen Rollen in der Krimiserie Siska.

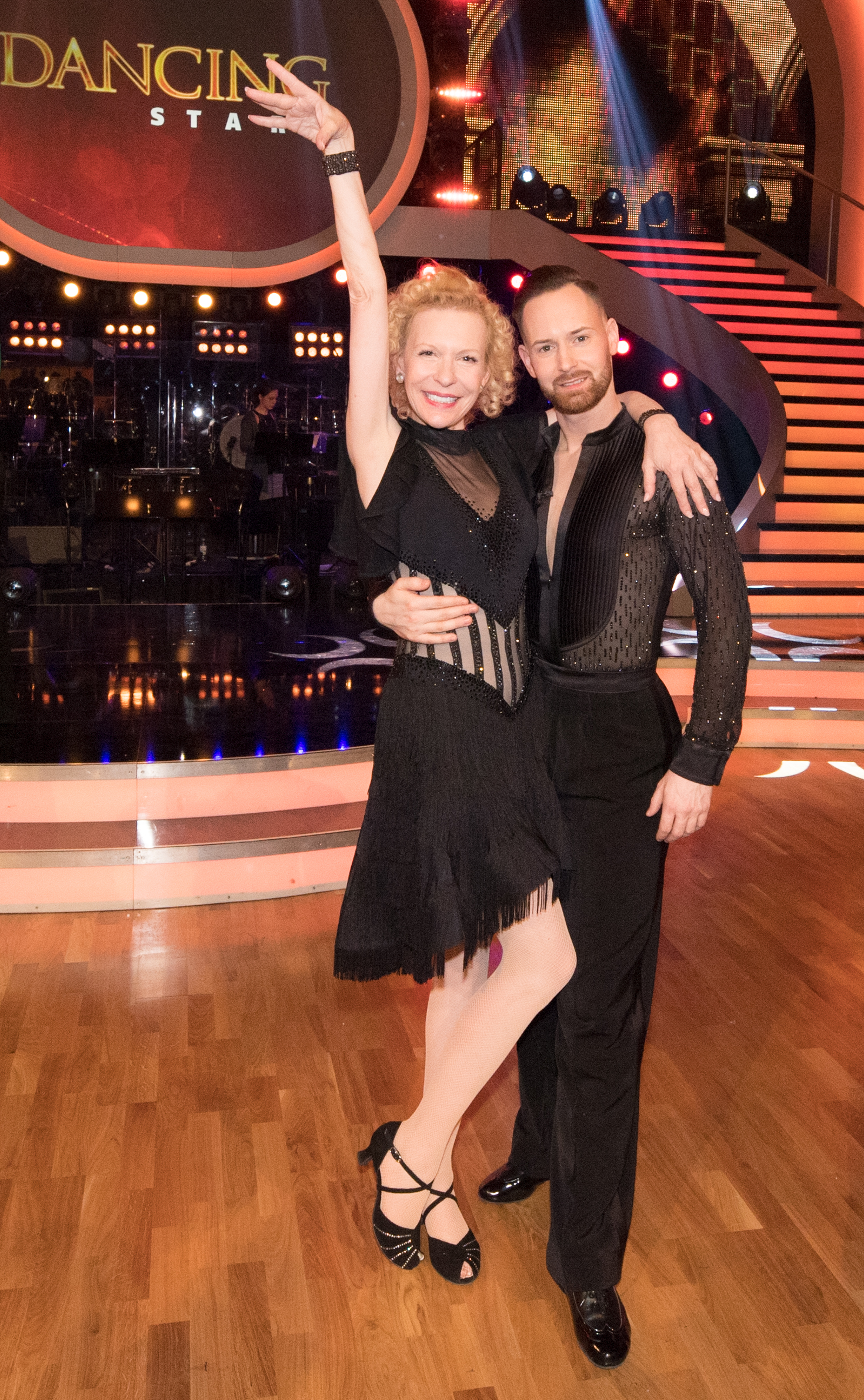
Sunnyi Melles und Florian Vana bei Dancing Stars, 2019

In Bernd Eichingers Filmproduktion Der Baader Meinhof Komplex von Uli Edel war sie im Jahr 2008 in der Rolle der Frau Buddenberg zu sehen. 2009 sah man sie als Barbara Krupp in dem ZDF-Dreiteiler Krupp – Eine deutsche Familie. 2012 übernahm sie in Detlev Bucks Die Vermessung der Welt die Rolle der Marie-Elisabeth von Humboldt, die Mutter von Wilhelm und Alexander von Humboldt. Im Januar 2013 war sie als Ottilie Schadt in dem ZDF-Dreiteiler Das Adlon. Eine Familiensaga zu sehen. 2018 spielte sie neben Sylvester Groth im Doku-Drama Kaisersturz die deutsche Kaiserin Auguste Viktoria. Im Jahr 2019 nahm sie an der 12. Staffel der ORF-Tanzshow Dancing Stars teil, in der sie und ihr Tanzpartner Florian Vana als Erste ausschieden. Im selben Jahr übernahm sie in dem „Universum History“-Dokudrama Elisabeth – Kaiserin auf der Flucht die Rolle der Kaiserin Elisabeth von Österreich-Ungarn.
Im historischen Spionage-Thriller Davos 1917 von SRF und ARD übernahm sie 2023 an der Seite von Dominique Devenport und Jeanette Hain die Rolle der russischen Informantin Olga Belova. Ihre Darstellung der Jüdin Mimi Zweifler in der sechsteiligen ARD-Miniserie Die Zweiflers brachte ihr 2024 den Deutschen Fernsehpreis als „Beste Schauspielerin“ ein. In der französischen Disney+-Fernsehserie Becoming Karl Lagerfeld übernahm sie 2024 die Rolle der Marlene Dietrich.
Melles wirkte auch in einigen Kinder- und Jugendproduktionen, so 1998 als Königin in Václav Vorlíčeks Die Seekönigin, 2003 an der Seite von Hans Clarin als Frau Magiaro in Pumuckl und sein Zirkusabenteuer, 2009 neben Maxim Mehmet und Rolf Kanies als Königsmutter im Märchenfilm Die kluge Bauerntochter und 2025 als Evelyn Boogle im Kriminalfilm Die drei ??? und der Karpatenhund.
Sunnyi Melles betätigt sich auch als Synchronsprecherin in verschiedenen Filmen und Serien. Im Jahr 2005 sprach sie die Rolle der Sophie im japanischen Anime (Zeichentrickfilm) Das wandelnde Schloss.

## Filmografie

### Spielfilme
- 1974: Steppenwolf
- 1982: Die Leidenschaftlichen
- 1982: Wer spinnt denn da, Herr Doktor?
- 1983: Die wilden Fünfziger
- 1985: Drei gegen Drei
- 1985: Dormire
- 1986: 38 – Auch das war Wien
- 1986: Paradies
- 1986: Der wilde Clown
- 1987: Maschenka
- 1987: Troilus und Cressida
- 1988: Faust – Vom Himmel durch die Welt zur Hölle
- 1989: Geld
- 1990: Mit den Clowns kamen die Tränen (Dreiteiler)
- 1991: Ich schenk dir die Sterne
- 1997: Insel der Furcht
- 1997: Die Rättin
- 1997: Die Bernauerin
- 1998: Die Seekönigin (Jezerní královna)
- 1999: Long Hello & Short Goodbye
- 1999: Balzac – Ein Leben voller Leidenschaft
- 2000: Mister Boogie
- 2000: Cymbelin
- 2002: Olgas Sommer
- 2002: Oktopus (Kurzfilm)
- 2003: Pumuckl und sein Zirkusabenteuer
- 2004: Onkel Wanja
- 2005: Wellen
- 2005: Snow White
- 2006: Franziskas Gespür für Männer
- 2007: Afrika, mon amour (Dreiteiler)
- 2008: Falco – Verdammt, wir leben noch!
- 2008: Der Baader Meinhof Komplex
- 2008: 1½ Ritter – Auf der Suche nach der hinreißenden Herzelinde
- 2008: Buddenbrooks
- 2009: Effi Briest
- 2009: Krupp – Eine deutsche Familie (Dreiteiler)
- 2009: Unter Strom
- 2009: Giulias Verschwinden
- 2009: Vision – Aus dem Leben der Hildegard von Bingen
- 2009: Die kluge Bauerntochter
- 2010: Nanga Parbat
- 2010: Hanni & Nanni
- 2011: Rubbeldiekatz
- 2012: Die Verführerin Adele Spitzeder
- 2012: Zettl
- 2012: Der Heiratsschwindler und seine Frau
- 2012: Frisch gepresst
- 2012: Die Vermessung der Welt
- 2013: Das Adlon. Eine Familiensaga (Dreiteiler)
- 2013: Ein schmaler Grat
- 2013: Die Erfindung der Liebe
- 2017: Einmal bitte alles
- 2018: Grüner wird’s nicht, sagte der Gärtner und flog davon
- 2018: Der große Rudolph
- 2018: Safari – Match Me If You Can
- 2018: Wolkenbruchs wunderliche Reise in die Arme einer Schickse
- 2018: Kaisersturz
- 2019: Das letzte Problem
- 2020: 22 Karat Liebe (Kurzfilm)
- 2020: Narziss und Goldmund
- 2020: Enfant Terrible
- 2022: Triangle of Sadness
- 2023: Springtime in Amsterdam
- 2024: Mr. K
- 2025: Die drei ??? und der Karpatenhund

### Fernsehserien und -reihen
- 1981: Derrick (Folge 8×08: Prozente)
- 1982: Die unsterblichen Methoden des Franz Josef Wanninger (Folge 9×07: Ein Geschenkkorb für den Chef)
- 1983: Tatort: Miriam
- 1983: Rote Erde (8 Folgen)
- 1992: Maigret (Folge 2×02: Maigret et la nuit du carrefour)
- 1994: Derrick (Folge 21×09: Der Schlüssel)
- 2000–2005: Siska (verschiedene Rollen, 4 Folgen)
- 2002: Kommissar Rex (Folge 8×07: Die Taten der Toten)
- 2005: Der Bulle von Tölz: Mord im Kloster
- 2006: Pfarrer Braun: Drei Särge und ein Baby
- 2007: Kommissar Stolberg (Folge 2×04: Die letzte Vorstellung)
- 2008: Tatort: Exitus
- 2009: Polizeiruf 110: Der Tod und das Mädchen
- 2015: The Team (8 Folgen)
- 2015: Altes Geld (8 Folgen)
- 2015: Tatort: Erkläre Chimäre
- 2015: Dr. Klein (Folge 2×09: Träume)
- 2016: SOKO Stuttgart (Folge 7×11: Mord mit Stil)
- 2018: Seitentriebe (3 Folgen)
- 2019: Universum History: Elisabeth – Kaiserin auf der Flucht
- 2019: Landkrimi – Das letzte Problem
- 2021: Vienna Blood – Die traurige Gräfin (Fernsehreihe)
- 2022: Tatort: Mord unter Misteln
- 2023: Davos 1917 (6 Folgen)
- 2024: Die Zweiflers (6 Folgen)
- 2024: Becoming Karl Lagerfeld (Folge 1×02: Avez-vous un style?)

## Hörspiele
- 1994: Richard Huelsenbeck, Verwandlungen (Jamaika). (BR 1994)
- 1996: Richard Huelsenbeck, Azteken oder die Knallbude (Lida). (BR 1996)
- 2005: Jane Bowles: Zwei sehr ernsthafte Damen – Bearbeitung/Regie: Heike Tauch (Hörspiel – DLR)

## Auszeichnungen

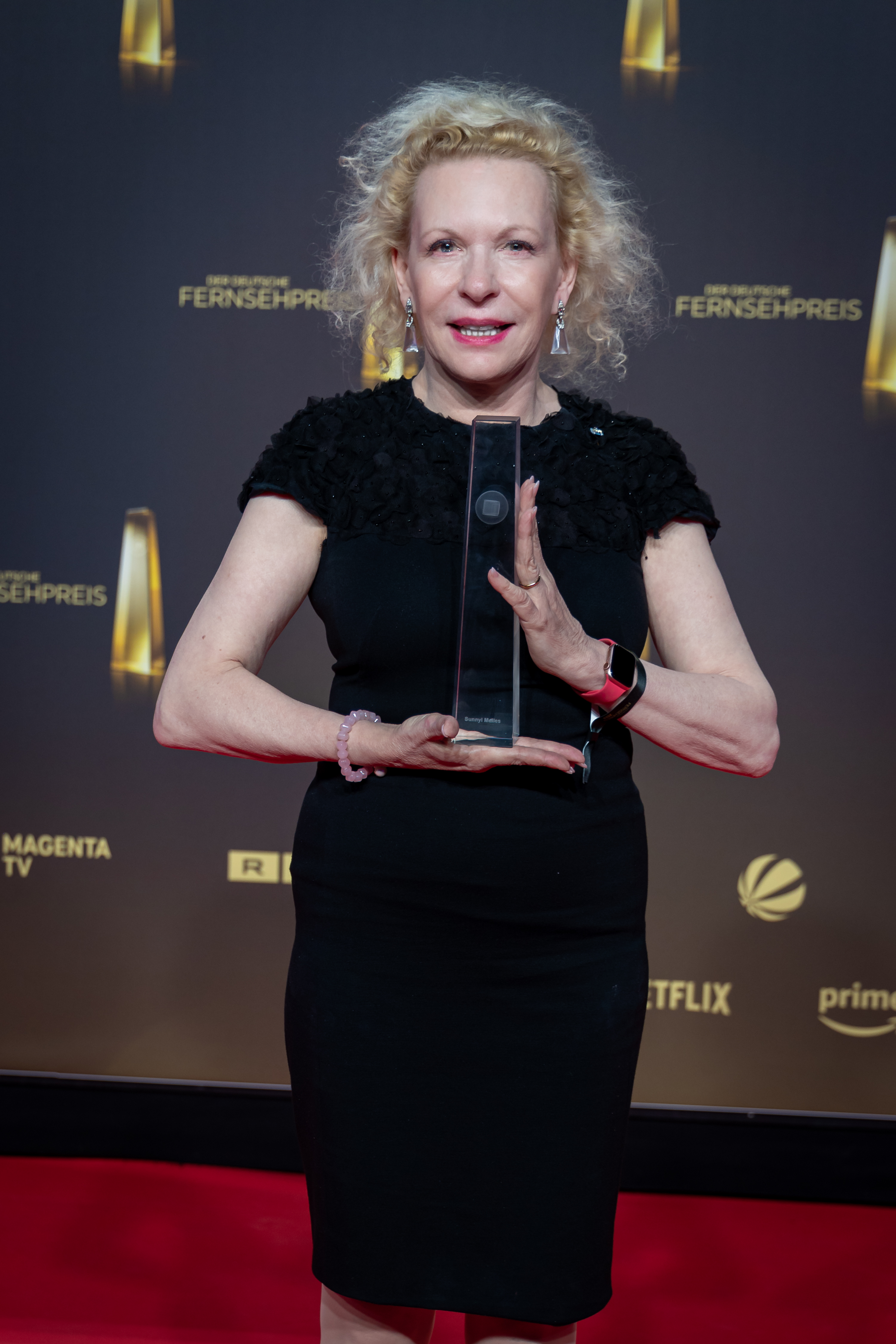
Sunnyi Melles mit dem Deutschen Fernsehpreis 2024

- 1984: Deutscher Darstellerpreis Chaplin-Schuh des Bundesverbandes deutscher Film- und Fernsehregisseure e. V. als beste Nachwuchsschauspielerin
- 1984: Preis der Münchner Theaterzeitung als Künstler des Jahres
- 2000: Erhalt der Satyr-Knöpfe als bedeutendste Schauspielerin ihrer Zeit
- 2004: Bayerischer Verdienstorden
- 2004: Schauspielerin des Jahres der Zeitschrift Theater heute
- 2005: Nestroy-Theaterpreis in der Kategorie „Beste Schauspielerin“ für Geschichten aus dem Wiener Wald
- 2008: Oberbayerischer Kulturpreis des Bezirks Oberbayern
- 2016: Ehrendarstellerpreis des Eat My Shorts – Hagener Kurzfilmfestivals
- 2024: Deutscher Fernsehpreis in der Kategorie Beste Schauspielerin für Die Zweiflers
- 2025: Nominierung Deutscher Schauspielpreis in der Kategorie Komödiantische Rolle für Die Zweiflers[9]